# Noriko Yamashita
Noriko Yamashita, född 6 mars 1945 i Yamaguchi, är en japansk före detta volleybollspelare.
Yamashita blev olympisk silvermedaljör i volleyboll vid sommarspelen 1972 i München.